# Coccyzus minor
Coccyzus minor е вид птица от семейство Cuculidae.

## Разпространение
Видът е разпространен в Ангуила, Антигуа и Барбуда, Аруба, Американските Вирджински острови, Бахамските острови, Барбадос, Белиз, Бонер, Синт Еустациус, Саба, Бразилия, Британските Вирджински острови, Венецуела, Гренада, Гваделупа, Гватемала, Гвиана, Доминика, Доминиканската република, Кайманови острови, Колумбия, Коста Рика, Куба, Мартиника, Мексико, Монсерат, Никарагуа, Панама, Пуерто Рико, Салвадор, Сейнт Китс и Невис, Сейнт Лусия, Сен Мартен, Сейнт Винсент и Гренадини, Суринам, САЩ, Тринидад и Тобаго, Търкс и Кайкос, Френска Гвиана, Хаити, Хондурас и Ямайка.